# Hyphantrophaga blandita
Hyphantrophaga blandita là một loài ruồi trong họ Tachinidae.